# Église Sainte-Madeleine-de-l'Île de Martigues
Pour les articles homonymes, voir Église Sainte-Madeleine.
L'église Sainte-Madeleine-de-l'Île est une église catholique située à Martigues, en France.

## Localisation
L'église est située dans le département français des Bouches-du-Rhône, sur la commune de Martigues.

## Historique
L'édifice est classé au titre des monuments historiques depuis 1947 et renferme de nombreux objets classés et inscrits.
L'évêque Félix Guillibert fut le curé doyen de Martigues.

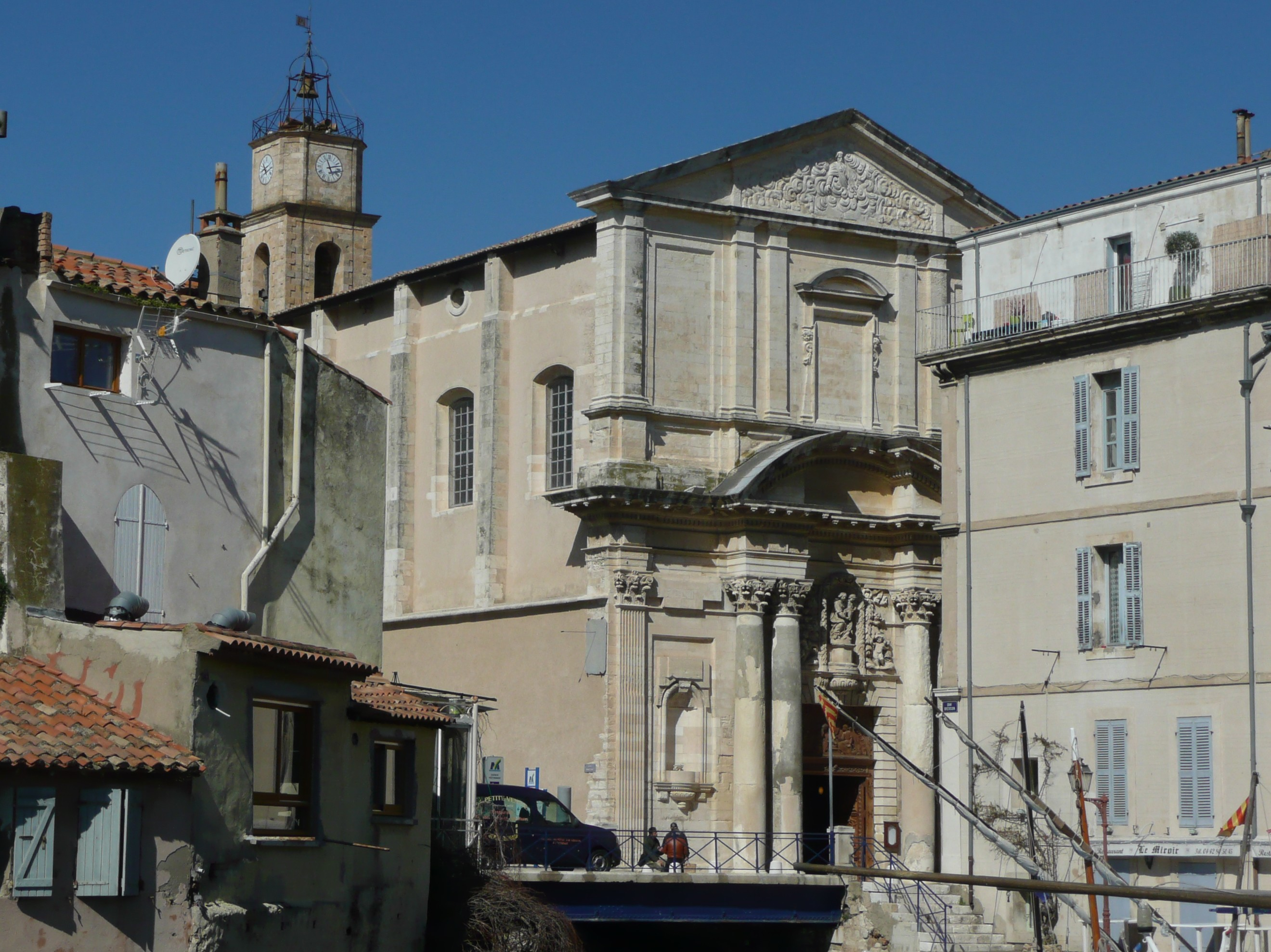
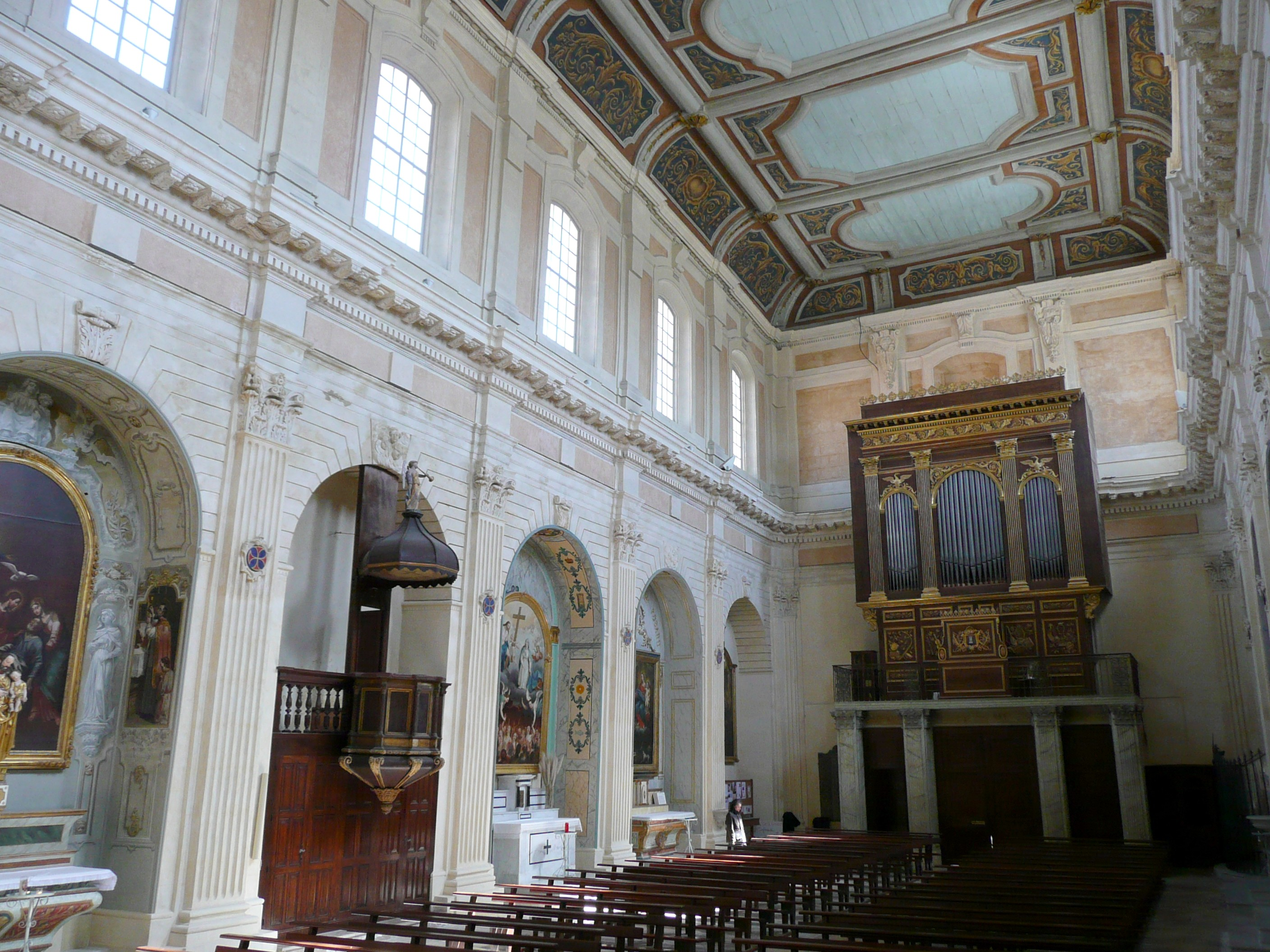
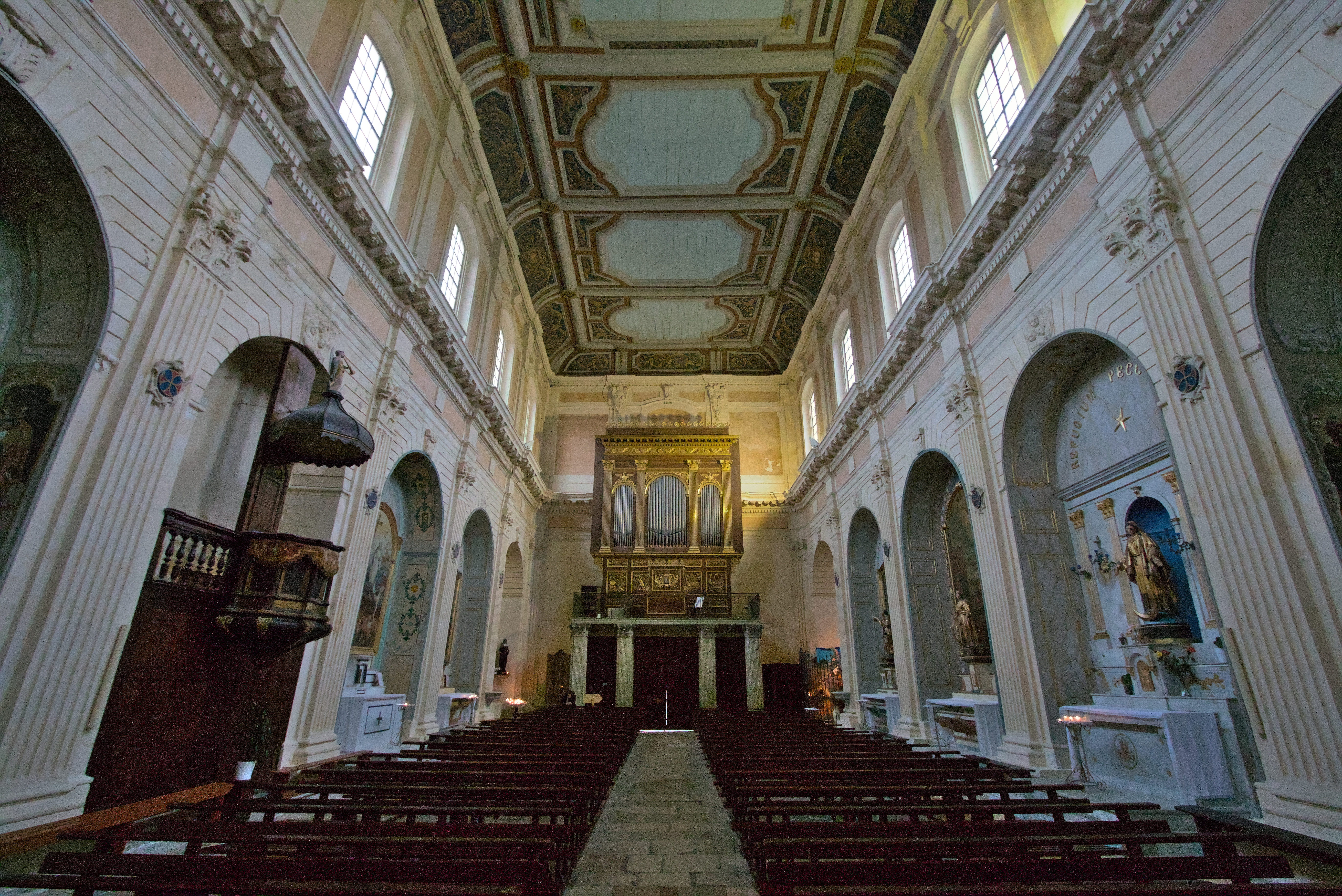
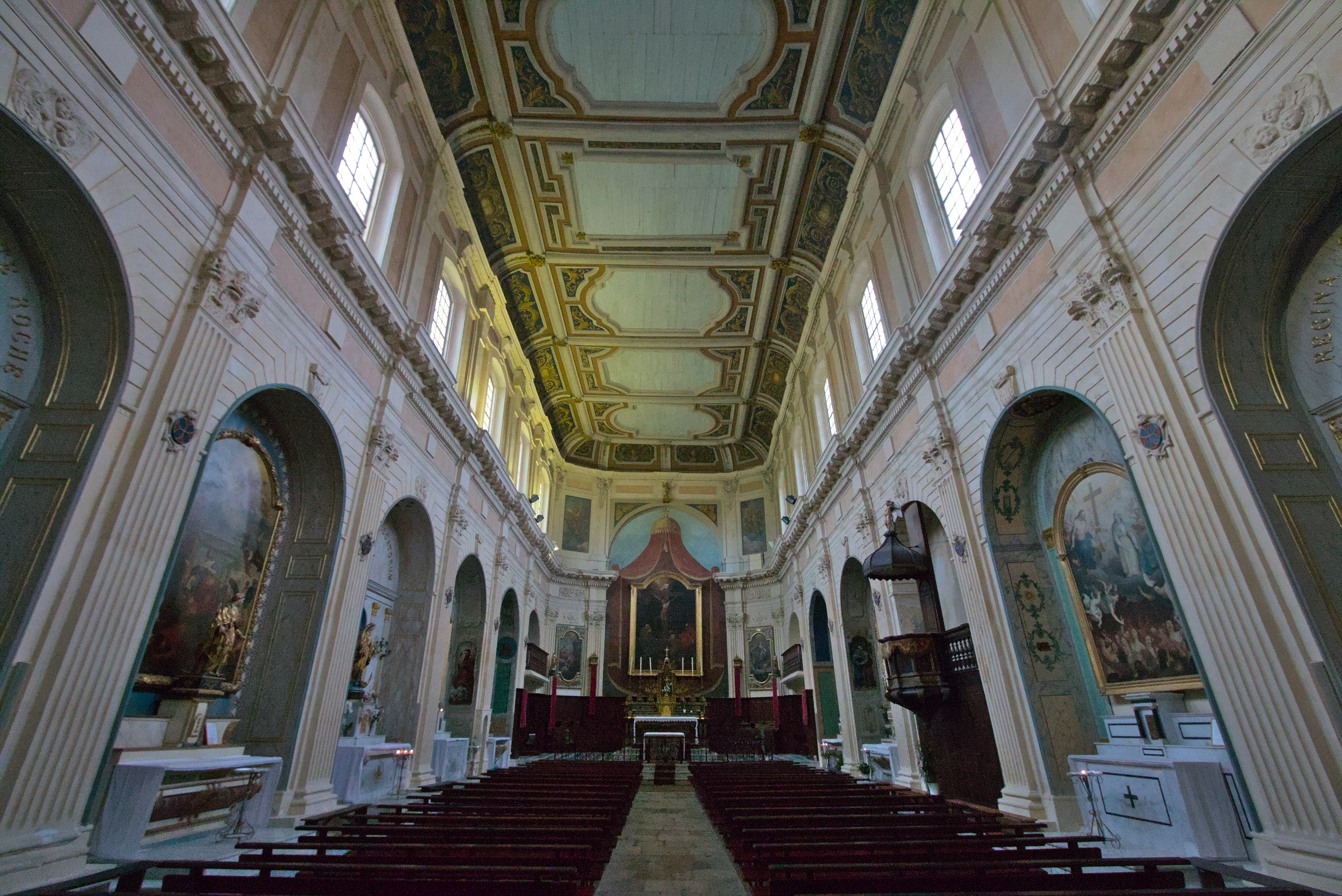